# Caterina Vasa (1584-1638)
Caterina Vasa (Nyköping, 10 novembre 1584 – Västerås, 13 dicembre 1638) era una principessa svedese nonché la "madre adottiva" della regina Cristina di Svezia, sua nipote, della quale fu tutrice durante la reggenza.

## Biografia
Era figlia del re Carlo IX di Svezia, e della prima moglie, Anna Maria di Wittelsbach-Simmern. Rimasta orfana di madre nel 1589 e fu affidata alle cure della tedesca Euphrosina Heldina von Dieffenau. Nel 1592, suo padre si risposò con Cristina di Holstein-Gottorp. Si dice che andasse d'accordo con la matrigna ed era vicina ai suoi fratellastri, in particolare il fratello maggiore, il futuro re Gustavo Adolfo. Suo padre divenne reggente nel 1598 e fu incoronato re nel 1607.
Nel 1611, suo fratello succedette a suo padre come re Gustavo Adolfo. Suo fratello la trovò sensata e saggia, e si dice che abbia agito come sua confidente e consigliera in diverse occasioni.

## Matrimonio
Caterina si è sposata tardi per una principessa del suo periodo. Sebbene fosse una grande ereditiera, il suo status sul mercato dei matrimoni reali internazionale era incerto a causa della situazione politica in Svezia dopo che suo padre aveva conquistato il trono da suo nipote Sigismondo. Il matrimonio dei suoi genitori era stato un'alleanza con il partito anti-Asburgo in Germania, che a sua volta era alleato con il re Enrico IV di Francia e gli ugonotti francesi, e nel 1599-1600, ci furono piani per organizzare un matrimonio tra lei e il principe Enrico, duca di Rohan, capo degli ugonotti francesi. Enrico sposò Marguerite de Béthune nel 1603. Dopo il trattato di Knäred nel 1613, il suo status divenne più sicuro. Con il sostegno della sua matrigna, l'arcivescovo John Frederik, organizzò il matrimonio tra Caterina e il suo parente Giovanni Casimiro del Palatinato-Zweibrücken-Kleeburg. Sebbene relativamente povero, ebbe contatti che furono ritenuti preziosi per la Svezia, anche se il cancelliere Axel Oxenstierna si oppose al matrimonio.
Il matrimonio ebbe luogo l'11 giugno 1615 a Stoccolma. Caterina era, per volere di entrambi i suoi genitori, nonché per la legge riguardante la dote delle principesse svedesi, uno delle ereditiere più ricche di Svezia. Poiché la situazione economica in quel momento era tesa, rimase in Svezia i primi anni dopo il suo matrimonio per proteggere i suoi interessi. Nel gennaio 1618, partì per la Germania. Lì, la coppia ricevette come residenza il castello di Kleeburg nel nord dell'Alsazia. L'anno dopo, Giovanni Casimiro iniziò a costruire una nuova residenza, il Renaissance Palace Katharinenburg vicino a Kleeburg. Nel 1620, la Guerra dei trent'anni li costrinse a fuggire a Strasburgo.
Diede alla luce otto figli:
- Cristina Maddalena (27 maggio 1616-14 agosto 1662)
- Carlo Federico (13 luglio 1618-13 settembre 1619)
- Elisabetta Amalia (11 settembre 1619-2 luglio 1628)
- Carlo Gustavo (18 novembre 1622-23 febbraio 1660)
- Maria Eufrosina (14 febbraio 1625-24 ottobre 1687)
- Eleonora Caterina (17 maggio 1626-1692)
- Adolfo Giovanni (21 ottobre 1629-24 ottobre 1689)
- Giovanni Gustavo (nato e morto nel 1630)

### Ritorna in Svezia
Nel 1622 suo fratello il re, preoccupandosi della loro incolumità a causa della guerra, chiese che tornassero in Svezia. Caterina accettò l'invito e arrivò in Svezia con la sua famiglia nel giugno del 1622. In Svezia, lei e Giovanni Casimiro hanno ottenuto il Castello di Stegeborg e una contea nell'Östergötland come loro feudo e residenza e come pagamento della sua dote: Caterina è stata nominata contessa di Stegeborg. Caterina e Giovanni Casimiro si insediarono bene a Stegeborg, dove mantennero uno standard di vita reale. Caterina si impegnò attivamente nella gestione delle proprietà, e nel 1626 le fu assegnata la tenuta reale di Skenas come suo feudo personale. Caterina era in ottimi rapporti con suo fratello. Durante i suoi viaggi, le chiedeva spesso di provare a consolare e controllare la sua consorte, la regina Maria Eleonora. Caterina fu esposta a certi intrighi a corte con lo scopo di oscurare il suo nome agli occhi della coppia reale, ma riuscì a evitarli. Era in buoni rapporti con le dinastie di Pfalz e Brandeburgo, con le quali corrispondeva, e che la considerava saggia e con un buon giudizio.
Nel 1631, Caterina ricevette la custodia di sua nipote, la principessa Cristina, l'erede al trono, quando il re dovette recarsi in Germania accompagnato dalla moglie Maria Eleonora, dove partecipò alla Guerra dei Trent'anni. Dopo la morte del re Gustavo Adolfo, la coppia entrò in conflitto con il governo della regina Cristina per la loro posizione e diritti su Stegeborg. Quando Giovanni Casimiro ruppe con il consiglio reale nel 1633, la coppia si ritirò dalla corte a Stegeborg. Caterina non ha mostrato alcun interesse per la partecipazione negli affari di stato. Nel 1636, tuttavia, la regina vedova Maria Eleonora fu considerata una tutrice inadatta e privata della custodia del giovane monarca, e Caterina fu nominata tutrice ufficiale e madre adottiva con la responsabilità dell'educazione della giovane regina. La nomina fu fatta su raccomandazione del conte Axel Oxenstierna e, a quanto riferito, accettò il compito con riluttanza. Questo ha distrutto la sua relazione con Maria Eleonora.
La principessa Caterina godeva personalmente di grande rispetto e popolarità in Svezia come membro della casa reale e come tutrice della monarca: tuttavia, questo rispetto non includeva il suo consorte, a cui non era stato dato alcun compito o posizione a corte. Giovanni Casimiro fu esposto a qualche umiliazione a causa della differenza di grado tra loro. Un esempio fu all'apertura del Parlamento nel 1633, quando Caterina, in accordo con la volontà del Consiglio Reale seguì la Regina Cristina nella processione, mentre a Giovanni Casimiro fu data la scelta di stare a guardare la cerimonia da una finestra o non essere presente.

## Morte
Caterina morì il 13 dicembre 1638 a Västerås, dove la corte reale era fuggita da uno scoppio di peste a Stoccolma. Dopo la sua morte, il consiglio reale nominò due tutrici per la regina: la contessa Ebba Leijonhufvud e Christina Natt och Dag.
La Katarina kyrka di Stoccolma prende il nome da lei.

## Ascendenza
|                                   |                                 |                                        | Genitori                                    |  |  | Nonni |  |  | Bisnonni            |  |  | Trisnonni                |  |
|                                   |                                 |                                        |                                             |  |  |       |  |  | Erik Johansson Vasa |  |  | Johan Kristiernsson Vasa |  |
|                                   |                                 |                                        |                                             |  |  |       |  |  | Erik Johansson Vasa |  |  | Johan Kristiernsson Vasa |  |
|                                   |                                 | Birgitta Gustafsdotter Sture           |                                             |  |  |       |  |  | Erik Johansson Vasa |  |  |                          |  |
| Gustavo I di Svezia               |                                 |                                        |                                             |  |  |       |  |  | Erik Johansson Vasa |  |  |                          |  |
|                                   |                                 | Cecilia Månsdotter Eka                 | Måns Karlsson Eka                           |  |  |       |  |  |                     |  |  |                          |  |
|                                   |                                 | Cecilia Månsdotter Eka                 | Måns Karlsson Eka                           |  |  |       |  |  |                     |  |  |                          |  |
|                                   |                                 | Cecilia Månsdotter Eka                 | Sigrid Eskilsdotter Banér                   |  |  |       |  |  |                     |  |  |                          |  |
| Carlo IX di Svezia                |                                 | Cecilia Månsdotter Eka                 |                                             |  |  |       |  |  |                     |  |  |                          |  |
|                                   |                                 | Erik Abrahamsson Leijonhufvud          | Abraham Kristiernsson Leijonhuvud           |  |  |       |  |  |                     |  |  |                          |  |
|                                   |                                 | Erik Abrahamsson Leijonhufvud          | Abraham Kristiernsson Leijonhuvud           |  |  |       |  |  |                     |  |  |                          |  |
|                                   |                                 | Erik Abrahamsson Leijonhufvud          | Birgitta Månsdotter Natt och Dag            |  |  |       |  |  |                     |  |  |                          |  |
| Margherita Leijonhufvud           |                                 | Erik Abrahamsson Leijonhufvud          |                                             |  |  |       |  |  |                     |  |  |                          |  |
|                                   |                                 | Ebba Eriksdotter Vasa                  | Erik Karlsson Vasa                          |  |  |       |  |  |                     |  |  |                          |  |
|                                   |                                 | Ebba Eriksdotter Vasa                  | Erik Karlsson Vasa                          |  |  |       |  |  |                     |  |  |                          |  |
|                                   |                                 | Ebba Eriksdotter Vasa                  | Anna Karlsdotter Vinstorpa                  |  |  |       |  |  |                     |  |  |                          |  |
| Caterina                          |                                 | Ebba Eriksdotter Vasa                  |                                             |  |  |       |  |  |                     |  |  |                          |  |
|                                   | Federico III, Elettore Palatino | Giovanni II, Conte Palatino di Simmern |                                             |  |  |       |  |  |                     |  |  |                          |  |
|                                   | Federico III, Elettore Palatino | Giovanni II, Conte Palatino di Simmern |                                             |  |  |       |  |  |                     |  |  |                          |  |
|                                   | Federico III, Elettore Palatino | Beatrice di Baden                      |                                             |  |  |       |  |  |                     |  |  |                          |  |
| Ludovico VI, Elettore Palatino    | Federico III, Elettore Palatino |                                        |                                             |  |  |       |  |  |                     |  |  |                          |  |
|                                   |                                 | Maria di Brandeburgo-Kulmbach          | Casimiro, Margravio di Brandeburgo-Bayreuth |  |  |       |  |  |                     |  |  |                          |  |
|                                   |                                 | Maria di Brandeburgo-Kulmbach          | Casimiro, Margravio di Brandeburgo-Bayreuth |  |  |       |  |  |                     |  |  |                          |  |
|                                   |                                 | Maria di Brandeburgo-Kulmbach          | Susanna di Baviera                          |  |  |       |  |  |                     |  |  |                          |  |
| Anna Maria di Wittelsbach-Simmern |                                 | Maria di Brandeburgo-Kulmbach          |                                             |  |  |       |  |  |                     |  |  |                          |  |
|                                   |                                 | Filippo I, Langravio d'Assia           | Guglielmo II, Langravio d'Assia             |  |  |       |  |  |                     |  |  |                          |  |
|                                   |                                 | Filippo I, Langravio d'Assia           | Guglielmo II, Langravio d'Assia             |  |  |       |  |  |                     |  |  |                          |  |
|                                   |                                 | Filippo I, Langravio d'Assia           | Anna di Meclemburgo-Schwerin                |  |  |       |  |  |                     |  |  |                          |  |
| Elisabetta d'Assia                |                                 | Filippo I, Langravio d'Assia           |                                             |  |  |       |  |  |                     |  |  |                          |  |
|                                   |                                 | Cristina di Sassonia                   | Giorgio, duca di Sassonia                   |  |  |       |  |  |                     |  |  |                          |  |
|                                   |                                 | Cristina di Sassonia                   | Giorgio, duca di Sassonia                   |  |  |       |  |  |                     |  |  |                          |  |
|                                   |                                 | Cristina di Sassonia                   | Barbara Jagellona                           |  |  |       |  |  |                     |  |  |                          |  |
|                                   |                                 | Cristina di Sassonia                   |                                             |  |  |       |  |  |                     |  |  |                          |  |